# Justin Deeley
Justin Deeley es un actor y modelo estadounidense nacido el 1 de febrero de 1986 en Louisville, Kentucky. Es conocido por interpretar a Austin Tallridge en 90210 y a Paul en Drop Dead Diva.

## Biografía
Deeley nació en Louisville, Kentucky el 6 de febrero de 1986. Su primera introducción a las artes fue a la edad de ocho años, cuando su madre lo llevó a ver una obra de teatro donde participaba uno de sus primos, desde entonces, surgió la idea de convertirse en actor. Después de graduarse de la secundaria, Justin fue a la Universidad de Louisville. Durante su segundo año en la universidad viajó a Londres para estudiar actuación. Tres semanas después de graduarse y obtener su licenciatura en Estudios Liberales se mudó a Los Ángeles para comenzar su carrera como actor. Desde 2008 toma clases de actuación en el The Michael Woolson Studio.
Además de la actuación, Deeley practica deportes tales como fútbol, fútbol americano, béisbol, golf, y voleibol, entre otros. Las habilidades de Justin en el campo de fútbol lo hicieron acreedor dos veces al título de All-State Performer como receptor abierto y back defensivo.
Antes de convertirse en modelo y actor, Justin trabajó en un restaurante de comida rápida en Los Ángeles.

### Carrera
Antes de actuar, Deeley fue un modelo conocido sobre todo por sus anuncios de ropa interior.
Debutó como actor en 1999 en la película para televisión Roswell: The Aliens Attack, donde apareció como extra. A esto le siguió su debut en la gran pantalla con un papel en la película dirigida por Craig Miller, Blink.
Desde entonces, Deeley apareció como invitado en series de televisión tales como Lost Tapes y Victorious. En 2011 fue contratado para interpretar a Terry, un estríper, poco después fue contratado para interpretar a Austin Tallridge, un personaje recurrente que le valió reconocimiento internacional, ambos personajes en 90210. Además, protagonizó la serie web Never Fade Away, en 2012.
También ha aparecido en largometrajes como Couples Retreat, Devolved, Last Day on Earth, The Wicked y Geography Club. De 2013 a 2014, Justin interpretó a Paul, el nuevo ángel guardián de Deb Dobkins/Jane Bingum (Brooke Elliott) en el drama legal de Lifetime Drop Dead Diva. En 2015 aparece como estrella invitada en Significant Mother, comedia de The CW donde interpreta a Timmy.

## Filmografía
| Cine       | Cine                            | Cine                           | Cine                                |
| Año        | Película                        | Rol                            | Notas                               |
| ---------- | ------------------------------- | ------------------------------ | ----------------------------------- |
| 2007       | Blink                           | Roman                          |                                     |
| 2009       | Couples Retreat                 | Entrenador                     |                                     |
| 2010       | Devolved                        | Pete                           |                                     |
| 2010       | Fried Tofu                      | Zac                            | Cortometraje                        |
| 2011       | Angela Wright                   | Robbie                         | Cortometraje                        |
| 2011       | Hughes the Force                | Chaz                           | Cortometraje                        |
| 2012       | Last Day on Earth               | John                           |                                     |
| 2012       | Snow White and the Seven Movies | Soldado en el campo de batalla | Cortometraje                        |
| 2013       | Thriftstore Cowboy              | Brody Locklin                  |                                     |
| 2013       | The Wicked                      | Zach Reese                     |                                     |
| 2013       | Geography Club                  | Kevin Land                     |                                     |
| 2014       | Total Frat Movie                | Charlie Martin                 | Protagonista                        |
| Televisión |                                 |                                |                                     |
| Año        | Título                          | Rol                            | Notas                               |
| 1999       | Roswell: The Aliens Attack      | Soldado #2                     | Película para televisión            |
| 2009       | Lost Tapes                      | Tyler                          | 1 episodio                          |
| 2010       | Victorious (2 episodios)        | Chico #1/Chico en la playa     | Los Sobrevivientes del Calor        |
| 2011       | 90210                           | Terry                          | 1 episodio (temporada 3)            |
| 2011-2012  | 90210                           | Austin Tallridge               | 16 episodios (temporadas 4 y 5)     |
| 2013-2014  | Drop Dead Diva                  | Paul                           | Elenco principal (temporadas 5 y 6) |
| 2015       | Significant Mother              | Timmy                          | 1 episodio                          |
| Series web |                                 |                                |                                     |
| Año        | Título                          | Rol                            | Notas                               |
| 2012       | Never Fade Away                 | Bryce Sutton                   | Elenco principal                    |
| 2012       | BlackBoxTV                      | Rick                           | 1 episodio                          |